# Komplett varietet
Inom algebraisk geometri sägs en algebraisk varietet {\displaystyle X} vara komplett om projektionen {\displaystyle X\times Y\rightarrow Y} är en sluten avbildning för varje varietet {\displaystyle Y}.